# 美鱧
美鱧為輻鰭魚綱鱸形目鱧科的其中一種，分布於亞洲緬甸克欽邦Kyeinthali Chaung的淡水流域，體長可達30公分，棲息在清澈的水域，屬肉食性。

## 擴展閱讀
維基物種上的相關：美鱧
1. ↑  Britz, R. . The IUCN Red List of Threatened Species. 2010, 2010: e.T168502A6503987  [20 November 2021]. doi:10.2305/IUCN.UK.2010-4.RLTS.T168502A6503987.en .